# Jesús Puentes
José de Jesús Puentes Martínez (* 21 de abril de 1939 en Aguascalientes, Aguascalientes, México) es un futbolista mexicano retirado que jugaba en la posición de defensa. Jugó para el Club de Fútbol Torreón.
Empezó a jugar fútbol a la edad de 8 años, en la categoría Infantil del equipo de la colonia San Pedro de Los Pinos, en la Liga Tacubaya de Fútbol. En 1956 fue parte de la Selección Juvenil del Distrito Federal y en 1957 es contratado por el Veracruz de la Segunda División de México, equipo con el que logró ascender a Primera División en 1964, después de vencer en penales al Club de Fútbol Ciudad Madero.
Puentes jugó dos temporadas en Primera División con el Veracruz, de 1964 a 1966. Para la temporada 1966-67, fue transferido a los Diablos Blancos de Torreón de Segunda División, donde dos años después lograría un nuevo ascenso a Primera. En esa temporada el equipo Torreón se coronó Campeón de Liga, Campeón de Copa y Campeón de Campeones en Segunda División.
Sólo estuvo una temporada en Primera División con el Torreón, al término de la campaña 1969-70 se retiró para iniciar su carrera de entrenador con el equipo Cañeros de Martínez de La Torre, al cual ascendió en 1971 de Tercera a Segunda División.
Regresó a Torreón en julio de 1971, para tomar el cargo de director técnico. El equipo estuvo a punto de descender bajo su mandato, pero al final pudo mantener la categoría. Actualmente radica en Coatzacoalcos, Veracruz.